# Liga de la Costa del Pacífico 1951-52
La Temporada 1951-52 de la Liga de la Costa del Pacífico fue la 7.ª edición y comenzó el 20 de octubre de 1951.
Esta campaña estuvo caracterizada por la cerrada competencia entre los equipos contendientes: Guaymas, Ciudad Obregón, Navojoa, Los Mochis, Culiacán y Mazatlán.
Algunos cambios de importancia se acordaron con anterioridad y fueron: a) la Dirección queda en manos de Don Alfonso Robinson Bours en sustitución de Don Rogelio Rodríguez, quien durante 4 años llevó las riendas de la organización; b) El sistema de competencia de dos vueltas es eliminado volviendo al original de una sola contabilidad de juegos, y c) se aprobó la utilización de la marca “Wilson” como pelota oficial de la Liga, que habría de producir más jonrones y lanzadores expulsados de la loma. 
La temporada comenzó con las series: Mazatlán contra Obregón, Navojoa en Los Mochis y Guaymas en Culiacán.
La temporada terminó el 2 de marzo de 1952, los Tacuarineros de Culiacán se coronaron campeones al terminar en la primera posición del standing.

## Sistema de competencia
El sistema de competencia de dos vueltas es eliminado volviendo al original de una sola contabilidad de juegos ("todos contra todos"), se programó un calendario corrido sin vueltas, jugando 20 series, resultando campeón el equipo con mayor porcentaje de ganados y perdidos (primera posición).

### Calendario
- Número de Series: 2 series en casa x 5 equipos = 10 series + 10 series de visita = 20 series
- Número de Juegos: 20 series x 3 juegos = 60 juegos

## Equipos participantes
| Liga de la Costa del Pacífico 1951-52 |           |                    |                        |                         |           |
| Equipo                                | Fundación | Mánager            | Ciudad                 | Estadio                 | Capacidad |
| Mayos de Navojoa                      | 1950      | José Luis Gómez    | Navojoa, Sonora        | Revolución              | ***       |
| Ostioneros de Guaymas                 | 1945      | Luis Montes de Oca | Guaymas, Sonora        | "Abelardo L. Rodríguez" | 5,000     |
| Pericos de Los Mochis                 | 1947      | Syd Cohen          | Los Mochis, Sinaloa    | Mochis                  | 3,000     |
| Tacuarineros de Culiacán              | 1945      | Manuel Arroyo      | Culiacán, Sinaloa      | General Ángel Flores    | 4,000     |
| Trigueros de Ciudad Obregón           | 1947      | Art Lilly          | Ciudad Obregón, Sonora | Álvaro Obregón          | ***       |
| Venados de Mazatlán                   | 1945      | Guillermo Garibay  | Mazatlán, Sinaloa      | Mazatlán                | ***       |

## Juego de Estrellas
La 7.ª edición del juego de estrellas de la Liga de la Costa del Pacífico, fue celebrado en el estadio Mochis, en la ciudad de Los Mochis, se realizó un cambio en las selecciones, realizándose entre la selección de Sonora y la de Sinaloa, con triunfo para la selección de Sinaloa con cierre de 3-0.

## Standing
| Equipos                     | JJ | JG | JP | JE | PCT  | JV  |
| --------------------------- | -- | -- | -- | -- | ---- | --- |
| Tacuarineros de Culiacán    | 60 | 35 | 25 | -  | .583 | -   |
| Venados de Mazatlán         | 61 | 33 | 27 | 1  | .550 | 2.0 |
| Ostioneros de Guaymas       | 58 | 28 | 29 | 1  | .491 | 5.5 |
| Mayos de Navojoa            | 60 | 29 | 31 | -  | .483 | 6.0 |
| Pericos de Los Mochis       | 57 | 26 | 31 | -  | .456 | 7.5 |
| Trigueros de Ciudad Obregón | 60 | 26 | 34 | -  | .433 | 9.0 |

| Campeón |

Nota: El equipo campeón se definió por la primera posición en el standing.

## Cuadro de Honor
| Equipos                     | Posición   |
| --------------------------- | ---------- |
| Tacuarineros de Culiacán    | Campeón    |
| Venados de Mazatlán         | Subcampeón |
| Ostioneros de Guaymas       | 3° Lugar   |
| Mayos de Navojoa            | 4° Lugar   |
| Pericos de Los Mochis       | 5° Lugar   |
| Trigueros de Ciudad Obregón | 6° Lugar   |

## Designaciones
A continuación se muestran a los jugadores más valiosos de la temporada.
| Designación         | Ganador        | Equipo                |
| ------------------- | -------------- | --------------------- |
| Jugador Más Valioso | Claudio Solano | Ostioneros de Guaymas |